# زر امیرابراهیمی
زر امیرابراهیمی (با نام تولدِ زهرا امیرابراهیمی؛ زادهٔ ۱۸ تیر ۱۳۶۰) بازیگر ایرانی است. بی‌بی‌سی در سال ۲۰۲۲ او را یکی از ۱۰۰ زن الهام‌بخش و اثرگذار در جهان معرفی کرد. او در ایران و در ابتدای دههٔ ۱۳۸۰ خورشیدی با بازی در چندین مجموعه تلویزیونی از جمله نرگس به شهرت رسید. امیرابراهیمی در میانه دههٔ ۱۳۸۰ به فرانسه مهاجرت کرد و برای بازی در فیلم عنکبوت مقدس برندهٔ جایزهٔ بهترین بازیگر زن از جشنواره فیلم کن ۲۰۲۲ شد.

## فعالیت هنری

### در ایران
او در رشته بازیگری تئاتر از دانشگاه فارغ‌التحصیل شد و کار در سینما را با ساخت فیلم کوتاهی با عنوان خت در سال ۱۳۷۸ آغاز کرد. امیرابراهیمی در عکاسی نیز فعالیت می‌کرد. او از سال ۱۳۸۴ عکاسی را به صورت حرفه‌ای ادامه داد و دو نمایشگاه با عنوان دید اول و دید دوم برگزار کرد.
بازیگری را در ۱۹ سالگی با حضور در فیلم انتظار ساخته محمد نوری‌زاد آغاز کرد و با ایفای نقش در مجموعهٔ تلویزیونی کمکم کن، غریبانه و نرگس در ایران به شهرت رسید. پس از انتشار فیلمی از روابط خصوصی‌اش از ایران مهاجرت کرد. امیرابراهیمی پیش از ترک ایران در دو فیلم سینمایی سفر به هیدالو و انتظار بازی کرده‌است.

### پس از خروج از ایران
پس از خروج از ایران کار حرفه‌ای خود را در فرانسه دنبال کرد و در تئاتر رؤیای طاهرگان خاموش به همراه شبنم طلوعی به ایفای نقش پرداخت.
برای بازی در فیلم مهریه و دموکراسی به کارگردانی رضا رحیمی برندهٔ جایزهٔ بهترین بازیگر نقش اول زن فیلم خارجی‌زبان از جشنواره بین‌المللی فیلم نیس در سال ۲۰۱۸ شد.

## حواشی

### انتشار فیلم خصوصی

تصویری از مقاله مربوط به ماجرای «فیلم هم‌آغوشی منتسب به زر امیرابراهیمی» در مجلهٔ پلی‌بوی مه ۲۰۰۷. در تصویر نوشته شده‌است: «انتشار عمدی یک فیلم اروتیک، زندگی خصوصی یک بازیگر زن ایرانی را افشا می‌کند و نقاب از چهرهٔ یک جامعهٔ درگیر تضاد برمی‌دارد.»

زر امیرابراهیمی در سال ۱۳۸۵ درگیر انتشار فیلمی اروتیک از معاشقه‌اش با شهریار شهامت شد. با پخش وسیع این فیلم بر روی سی‌دی و شبکه‌های اجتماعی، زر امیرابراهیمی در سال ۱۳۸۵ با اشاره به نامزدی پیشینِ خود با مردی که در فیلم حضور داشته، به خبرنگار روزنامه گاردین گفته‌بود: 
«نامزدم را بعد از آن که در رابطه‌مان خیانت کرد ترک کردم، زیرا آدمی هرزه بود.» زر امیرابراهیمی گفته‌بود: «منکر شباهت‌هایی که هنرپیشه فیلم غیراخلاقی مذکور با من دارد نیستم زیرا با استفاده از امکانات گریم می‌توان فردی را شبیه دیگری ساخت.» و انتساب آنها به خودش را انکار کرد و آن را یک تهمت ناروا و برچسب غیرانسانی نامید.
در گزارش مصاحبه، گاردین اشاره کرد که «مظنون» اصلی دستگیرشده‌است، و بنا به ادعایِ متهمِ دستگیر شده، وی خودش پیشنهاد تهیه و توزیع فیلم را داده بوده‌است، به گفتهٔ مصاحبه‌گر روزنامه گاردین، در طول این مصاحبه ۴۵ دقیقه‌ای‌اش این هنرپیشه ایرانی، حجاب کامل داشته و تمام مدت مواظب حفظ آن بوده‌است.
او و آن مرد بازداشت شدند و بعد از آن که مشخص شد عامل انتشار فیلم نبوده‌اند، موقتاً آزاد شدند. اما زر امیرابراهیمی، همچنان متهم ردیف دوم بود. او که ممنوع‌الخروج شده بود و به قید وثیقه آزاد بود، صبح روزی که قرار دادگاه داشت و احتمال می‌داد که بازداشت شود، از ایران خارج شد و غیابی بابت «روابط نامشروع غیر از زنا» به تحمل ۹۰ ضربه شلاق و ده سال ممنوعیت از فعالیت در تمام عرصه‌های هنری و بازیگری محکوم شد.

#### افشاگری پس از ۱۳ سال
زر امیرابراهیمی در آذر ۱۳۹۸ پس از ۱۳ سال با حضور در برنامه تلویزیونی چند شنبه با سینا که از شبکهٔ ام‌بی‌سی پرشیا پخش می‌شد در رابطه با انتشار فیلم خصوصی خود گفت: ابتدا به دوست‌پسرش که در این فیلم بوده شک کرده بود، اما یکسال بعد از انتشار فیلم، مشخص شده که فیلم را مجید بهرامی پخش کرده‌بوده‌است. او مدعی شد که بهرامی به این اتهام به ۶ ماه و به اتهام کارهای مشابه به ۶ سال حبس محکوم شده‌است اما پس از دوره‌ای چندماهه، از زندان آزاد شده‌است. براساس حکم دادگاه عمومی جزایی تهران به تاریخ اسفند ۱۳۸۶، بهرامی اقرار کرده زمانی که زر امیرابراهیمی مدتی در منزل خواهر مرد حاضر در فیلم زندگی می‌کرده، در یک مهمانی در آن خانه، بهرامی فایل ویدئو را روی کامپیوتر شخصی زر امیرابراهیمی پیدا می‌کند، آن را روی یک سی‌دی ذخیره می‌کند و مخفیانه با خود می‌برد.

### موزیک «سی‌دی رو بشکون» از یاس
یاس در سال ۱۳۸۵ ترانهٔ «سی‌دی رو بشکن» را با خوانندگی مشترک آمین منتشر کرد. این دو خواننده این ترانه را به دنبال انتشار و توزیع فیلم مربوط به امیرابراهیمی خواندند. یاس و آمین در این ترانه افرادی که در پخش کردن این فیلم دخیل بودند را مورد انتقاد قرار دادند و ضمن انتقاد از «سقوط اخلاقی» جامعهٔ ایران، از شنوندگان خود خواستند که سی‌دی مربوط به این فیلم را از بین ببرند. این ترانه مخاطبان بسیار زیادی پیدا کرد و در همان روزهای نخست که در اینترنت قرار گرفت نزدیک به یک میلیون بار دانلود شد و باعث شهرت بیش از پیش یاس شد.
[این آهنگ] خیلی اثرات خوبی داشت. در واقع کاری که من با این آهنگ انجام دادم، نیروی‌انتظامی نتوانست انجام دهد. پلیس دنبال این بود که این سی‌دی از اجتماع جمع شود و من با خواندن آن آهنگ تلاش کردم در این مسیر گام بردارم که فکر می‌کنم موفق عمل کردم.
یاس در مصاحبه با مجلهٔ نسل امروز

## فیلم‌شناسی
| عنوان                | نقش               | توضیح            | سال انتشار | کارگردان                    |
| -------------------- | ----------------- | ---------------- | ---------- | --------------------------- |
| لولیتاخوانی در تهران |                   | فیلم سینمایی     | ۲۰۲۳       | اران ریکلیس                 |
| شیدا                 | شیدا              | فیلم سینمایی     | ۲۰۲۳       | نورا نیاساری                |
| تاتامی               | مریم              | فیلم سینمایی     | ۲۰۲۳       | گای ناتیو و زر امیرابراهیمی |
| بهشت سفید            | چهره              | فیلم سینمایی     | ۲۰۲۲       |                             |
| عنکبوت مقدس          | آرزو رحیمی        | فیلم سینمایی     | ۲۰۲۲       | علی عباسی                   |
| فردا آزادیم          | نادیا             | فیلم سینمایی     | ۲۰۱۹       | علی پورسیفی                 |
| تابوی تهران          | سارا              | فیلم پویانمایی   | ۲۰۱۷       | علی سوزنده                  |
| مهریه و دموکراسی     | ویدا              | فیلم سینمایی     | ۲۰۱۶       | رضا رحیمی                   |
| شیرین                | زهرا امیرابراهیمی | فیلم سینمایی     | ۱۳۸۷       | عباس کیارستمی               |
| نرگس                 | زهره شوکت         | مجموعهٔ تلویزیونی | ۱۳۸۵       | سیروس مقدم                  |
| سفر به هیدالو        |                   | فیلم سینمایی     | ۱۳۸۴       | مجتبی راعی                  |
| غریبانه              |                   | مجموعهٔ تلویزیونی | ۱۳۸۳       | قاسم جعفری                  |
| کمکم کن              |                   | مجموعهٔ تلویزیونی | ۱۳۸۳       | قاسم جعفری                  |
| نذر                  |                   | فیلم تلویزیونی   | ۱۳۸۳       | مهرداد خوشبخت               |
| انتظار               |                   | فیلم سینمایی     | ۱۳۷۹       | محمد نوری زاد               |

## جوایز
او برای بازی در فیلم عنکبوت مقدس (۲۰۲۲) برندهٔ جایزهٔ بهترین بازیگر زن از جشنواره فیلم کن ۲۰۲۲ شد تا به اولین زن ایرانی برنده این جایزه تبدیل شود.

بخشی از سخنرانی زر امیرابراهیمی پس از دریافت جایزه: 
خوشحالی و موفقیت برای من مفاهیم عمومی و جمعی هستند. هرچند در این لحظه خیلی خوشحالم، ولی بخشی از وجودم برای مردم ایران که هر روز گرفتار مشکلات زیادی هستند غمگین است. دل من با آبادان است. دل من با گوشه و کنار خاک ایران است. من اینجام اما دلم با زنان و مردان ایران است.